# Taq-e Bostan
Taq-e Bostan (perzijsko طاق بستان‎, poslovenjeno "obok vrta" ali "kamniti obok") je najdišče z nizom velikih skalnih reliefov iz perzijskega (iranskega) sasanidskega obdobja, izklesanih okoli 4. stoletja n. št.
Reliefi so 5 km od središča mesta Kermanšah v gorovju Zagros v zahodnem Iranu. Prvotno je bilo ob reliefih in pod njimi več vodnih izvirov. Izviri pod steno so pokriti, izviri ob reliefih pa še vedno napajajo velik bazen pred steno. Najdišče je spremenjeno v arheološki park, v katerega so prinesli več kapitelov pozno sasanidskih in islamskih stebrov, nekaj iz Taq-e Bostana, druge pa iz Bistuna in Kermanšaha.
Rezbarije, med katerimi je nekaj najlepših in najbolje ohranjenih primerov perzijskega kiparstva pod Sasanidi, vključujejo upodobitve investitur Ardaširja II. (vladal 379–383) in Šapurja III. (vladal 383–388). Tako kot drugod tudi simboli in reliefi v Taq-e Bostanu poudarjajo moč, verska nagnjenja, slavo, čast, obširnost dvora, igro, borbeni duh, praznovanje, veselje in uživanje.
Izbira mesta ni naključna. Skalni reliefi stojijo ob zgodovinski karavanski Svilni cesti in taboru ob njej. Stojijo tudi v bližini svetih izvirov, ki se izlivajo v velik bazen ob vznožju gorske pečine.
Taq-e Bostan in njegovi skalni reliefi so eden od 30 preživelih reliktov Sasanidov v gorovju Zagros. Po besedah Arthurja Popeja, ustanovitelja Iranskega Inštituta za umetnost in arheologijo v Združenih državah Amerike, so reliefi »umetnina, značilna za iransko ljudstvo, in darilo, s katerim so obdarili svet«.

## Opis skalnih reliefov
V kompleksu Taq-e Bostan je nekaj samostojnih reliefov in več reliefov, povezanih z dvema v skalo vsekanima obokoma. Na njih so prikazane slovesnosti ob kronanju kraljev Ardaširja II., Šapurja II., Šapurja III. in Kozrava II. in lovski prizori Kozrava II.

### Investitura Ardaširja II.
Na prvem in verjetno najstarejšem skalnem reliefu je prikazano kronanje Ardaširja II. (vladal 379-383), ki ga opravljata njegov predhodnik Šapur II. ali Ahura Mazda. Identiteti obeh kraljev sta bili zaradi njune ikonografije dolgo sporni.  Oba vladarja stojita na padlem rimskem cesarju Julijanu Odpadniku (vladal 361-363). Ardašir je igral pomembno vlogo pri Julijanovem porazu. Četrta oseba na reliefu je bog Mitra, stoječ na lotosovem cvetu in z barsumom v roki. Mitra je bil varuh priseg in priča sporazuma. Lokalno ljudsko izročilo prizor razlaga kot zmago prvega sasanidskega kralja nad zadnjim partskim kraljem Artabanom IV. Mitra je postal vizualni navdih za upodobitve preroka Zaratustre.
Plošča reliefa je široka približno 4,07 m in visoka približno 3,9 m.

### Šapur II. in Šapur III.
Manjši obok ali ivan (Taq-e Bustan II) ima v zgornjem delu zadnje stene da napisa  srednjeperzijskem jeziku, ki se nanašata na podobi kraljev Šapurja II. Velikega in njegovega sina Šapurja III. Kralja sta obrnjena drug  proti drugemu. Vestibul oboka meri 6 x 5 x 3,6 m. Zgrajen naj bi bil med vladanjem Šapurja III. Nekateri zgodovinarji menijo, da je bil dokončan leta 385. Slednja trditev je sporna, ker se krona Šapurja III. ne ujema s krono na njegovih kovancih in je bolj podobna kroni njegovega predhodnika Ardaširja II. Nekateri zgodovinarji trdijo, da besedili na reliefih kažeta, da si je Šapur III.  prilastil  Ardaširjev relief. Besedili na napisih se glasita:
Napis Šapurja II.:
To je podoba oboževalca Mazde, gospoda Šapurja, kralja kraljev Irana in Anirana, katerega rod izvira od bogov. Sin oboževalca Mazde,  gospoda Hormizda, kralja kraljev Irana in Anirana, čigar rod izvira od bogov, vnuk gospoda Nersija, kralja kraljev.
Napis Šapurja III.:
To je podoba častilca Mazde, gospoda Šapurja, kralja kraljev Irana in Anirana, katerega rod izvira od bogov. Sin oboževalca Mazde,  gospoda Šapurja, kralja kraljev Irana in Anirana, čigar rod izvira od bogov, vnuk gospoda Hormizda, kralja kraljev.
Podobi kraljev, ki gledata drug proti drugemu (Šapur II. na desni in Šapur III. na levi), sta izklesani v plitvem reliefu. Visoki sta okoli 2,97 m. Kralja v rokah držita dolg raven navzdol obrnjen meč. Oba nosita ohlapne hlače in ogrlico in imata skodrane lase in koničasto brado s prstanom na koncu.

### Ivan Kozrava II.
Tri osebe na zadnji steni velikega ivana se običajno štejejo za Kozrava Parviza,  Ahura Mazdo in Anahito. Postavljene so nad perzijskega viteza na konju, za katerega se domneva, da je Kozrav na svojem  najljubšem konju Šabdizu. Mnenja o tem niso enotna. Za spremljajoči osebi včasih vellja, na nista bogova Ahura Mazda in Anahita, ampak svečenik in svečenica.
Na enem od najbolj impresivnih reliefov v največjem ivanu je ogromna podoba sasanidskega kralja Kozrava II. na konju Šabdizu. Konjenik in konj sta v popolni bojni opravi.
Pred obokom so prefinjeno izklesani vzorci, ki prikazujejo drevo življenja ali sveto drevo. Nad lokom in na dveh nasprotnih straneh loka so podobe dveh krilatih žensk z diademi.
Plošča s konjenikom, izmerjena 16. avgusta 2007, je široka 7,45 m in visoka 4,25 m.

### Prizor lova na divje prašiče in jelena
Na desni in levi steni loka ste sliki kraljevega lova, ki merita 5,7 x 3,8 m. Lov je bil od Kira Velikega do konca sasanidskega obdobja najbolj priljubljena dejavnost iranskih kraljev. Ob prizorih kraljevega kronanja so pogosto tudi lovski prizori. 
Na prizoru lova na divje prašiče jih iz močvirnega jezera žene pet slonov. Kralj jih čaka z napetim lokom, glasbenice pa mu igrajo serenade. Na naslednjem prizoru so harfistke in kralj, ki je ubil dva velika merjasca. Na tretjem prizoru stoji kralj s spuščenim lokom, kar pomeni, da je lov končan.
Panel s prizori lova na divje prašiče, izmerjen 16. avgusta 2007, meri približno 6,0 x 4,25 m.
Panel s prizorom lova na jelena, izmerjen 16. avgusta 2007, meri približno 5,9 x 4,35 m.

### Devletšahov relief
1300 let kasneje je bil na vrhu velikega oboka izklesan relief s podobo Devletšaha, kadžarskega guvernerja Kermanšaha.

## Galerija
- Glasbenice iz kraljevega lovskega spremstva
- Kapitel sasanidskega stebra z geometrijskim vzorcem
- Kapitel stebra z okrasjem sasanidskega kralja
- Detajl reliefa Ardaširjevega kronanja, na katerem je prikazan cesar Julijan Odpadnik
- Fath Ali Šah, kadžarski kralj, ki je bil dodan v  19. stoletju
- Kip Ardaširja  II.
- Kapitel Kozrava II.

## Sklic
1. ↑  "Which one is correct, Taq bostan or Taq va san?". IRNA (perzijščina), 2. marec 2010.